# Штирковица (Мехединци)
Штирковица (рум. Ștircovița) насеље је у Румунији у округу Мехединци у општини Владаја. Oпштина се налази на надморској висини од 168 m.

## Становништво
Према подацима из 2002. године у насељу је живело 318 становника, од којих су сви румунске националности.